# Guillem de Masdovelles
Guillem de Masdovelles (* 14. Jahrhundert in L’Arboç (Baix Penedès); † 15. Jahrhundert ebendort) war ein katalanischer Dichter, Troubadour, Politiker und Militär. Von Guillem de Masdovelles sind 15 Gedichte in okzitanischer Sprache erhalten, die zwischen 1389 und 1438 entstanden sind. Diese Gedichte sind im um 1470 zusammengestellten Cançoner dels Masdovelles überliefert.

## Leben und Werk
Guillem de Masdovelles war Mitglied des Hofes der Könige Martin I. von Aragon und Ferdinand I. von Aragon. Er nahm als solches an mehreren Militäraktionen des Hofes teil. 1389 nahm er am Krieg gegen den Herzog von Armagnac Jean III. teil, der Ansprüche auf das Königreich Mallorca erhob. Guillem de Masdovelles war auch Rechnungsprüfer der Generalitat de Catalunya.
Unter den überkommenen Gedichten sticht das Guillem de Cervelló gewidmete Gedicht hervor wie auch seine sogenannten „Maldits“, Fluchgedichte, in denen er sich von seinen Damen verabschiedet. Sechs Debatten um poetische Themen mit seinem Neffen Joan Berenguer de Masdovelles, der ein Gedicht von Guillem ins Katalanische übersetzte, sind ebenfalls erhalten. Das von Guillem de Masdovelles verfasste Gedicht mit dem Anfang Cansso d’emor, feta per En Guillem de Masdovelles, quala fonch coronada ha Barchalona ist auf Provençalisch verfasst, während die Übersetzung von Joan Berenguer auf Katalanisch praktisch Wort für Wort erfolgte. Diese Gedichtübersetzung von Joan Berenguer de Masdovelles zeigt, dass das Okzitanische bereits im 15. Jahrhundert in Katalonien als zu künstlich empfunden wurde.
Guillem de Masdovelles wurde von den Konsistorien der Jocs Florals von Toulouse und Barcelona mehrfach ausgezeichnet. Er nahm beiden Dichter-Wettbewerben mehrfach teil.